# Psycho (artiest)
Psycho, artiestennaam van Gerbon Jasenie, is een Surinaams dancehallzanger. Hij passeerde in 2020 als eerste artiest de grens van een miljoen views op TrackDrip met zijn album Succes.

## Biografie
Gerbon Jasenie speelde voetbal voor de Surinaamse topclub SV Leo Victor. Om te trainen reisde hij telkens naar Paramaribo-Noord vanaf zijn huis aan de Vierkinderenweg (Pontbuiten) in Zuid. Met zijn school ernaast werd dit te moeilijk en hij besloot daarom te stoppen met voetbal en zich op muziek te concentreren.
Hij maakt muziek in de stijl dancehall en behaalde hits met onder meer Yu probleem, Sixie goloe en 8 spoeng pepre. Het voelt voor hem als een gemis dat zijn vader, George Jasenie (overleden in 2016), zijn succes niet meer kan meemaken.
Tijdens de Fii Mang Gaangtangi Awardshow van 2018 werd hij onderscheiden met vier prijzen: drie in verschillende categorieën voor Artiest van het jaar en een in de categorie van Rap & dancehal-lied (poku) van het jaar. In 2019 werd hij onderscheiden met een SuMusic Award.
Hij werkt samen met diverse artiesten, zoals aan het begin van zijn carrière in 2017 met Damaru. Met Josylvio en Sevn Alias, featuring kickbokser Jairzinho Rozenstruik, had hij in 2020 een bescheiden hit in de Nederlandse Single Top 100 met Champion. Hij stond in het voorprogramma van de Amerikaanse artiest Davido in 2018 en de Jamaicaan Popcaan in 2019.
In 2018 werd zijn single Yu probleem meer dan een miljoen maal bekeken op YouTube. In januari 2020 was hij de eerste artiest die de grens van een miljoen views op de Surinaamse streamingdienst TrackDrip passeerde. Dit aantal verwierf hij binnen 45 dagen met zijn album Succes. Daarna steeg het aantal views met meerdere miljoenen door. Zijn Succes-tour blies hij in april 2020 af vanwege de corona-uitbraak in Suriname.
Naast zijn muziekcarrière heeft hij eigen ondernemingen, als een autowasstraat, foodcorner, beautysalon en barbershop. Daarnaast verkoopt hij zijn merchandise in eigen beheer. Sinds augustus 2022 is hij ambassadeur van de kledinglijn Calvin Klein.